# フランシスコ・エレーラ (子)
フランシスコ・エレーラ（Francisco de Herrera el Mozo、1622年 – 1685年8月25日）はスペインの画家である。同名の画家の父親、フランシスコ・エレーラ(Francisco de Herrera el Viejo: 1576–1656）と区別するために「el Moz(the Younger)」を付けて呼ばれる。

## 略歴
セヴィリアで有名な画家の次男に生まれた。父親の教えを受けて、父親の工房で働くが、父親の激しやすい性格のため、1640年代の後半に、父親のもとを離れイタリアに移った。
イタリアで過ごした期間には諸説あるが、ローマに長く滞在し、フレスコによる壁画を研究し、美しい色彩を特徴とする、ヴェネツィア派のスタイルも学んだ。1654年にはマドリードに戻っていて、エルサルバドルの教会のための祭壇画を描く契約を結んでいる。父親は1656年に亡くなっている。セビリアの多くの教会にも宗教画を描いた。
1660年にバルトロメ・エステバン・ムリーリョらとセビリアに美術アカデミー(Academia Sevillana del Arte de la Pintura)を共同設立し、セバスティアン・デ・リャノス・イ・ヴァルデス(Sebastián de Llanos Valdés: c.1605-1677)やムリーリョと共同代表を務めた。このアカデミーは1690年代まで続いた。
マドリードのカルメル会の教会に、代表作の『聖ヘルメネギルドの勝利』を描いた。1672年から、国王、カルロス2世の宮廷画家として働き、ヌエストラ・セニョーラ・デル・ピラール聖堂の改修にも貢献した。

## 作品

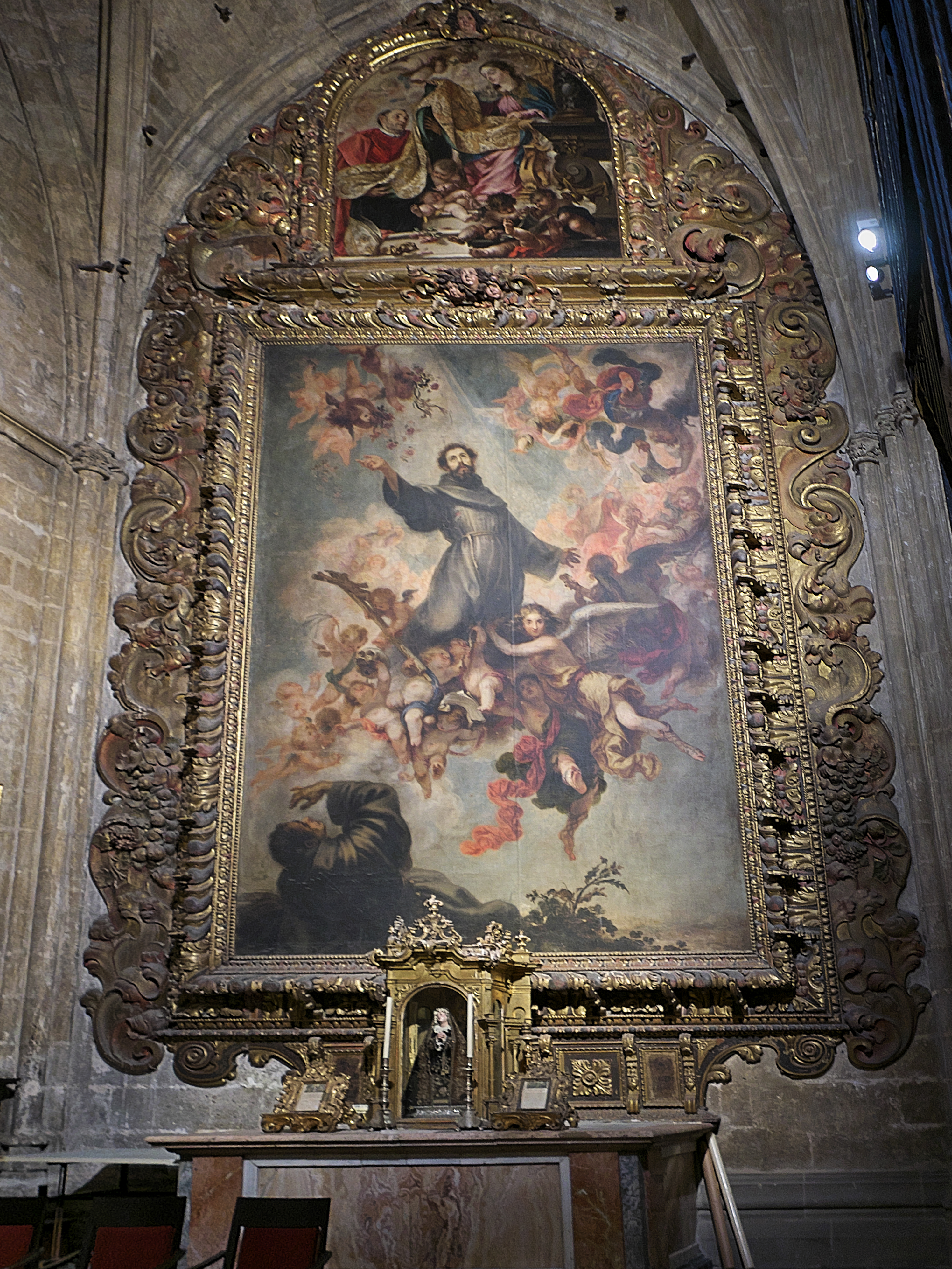
アッシジのフランチェスコを描いた祭壇画
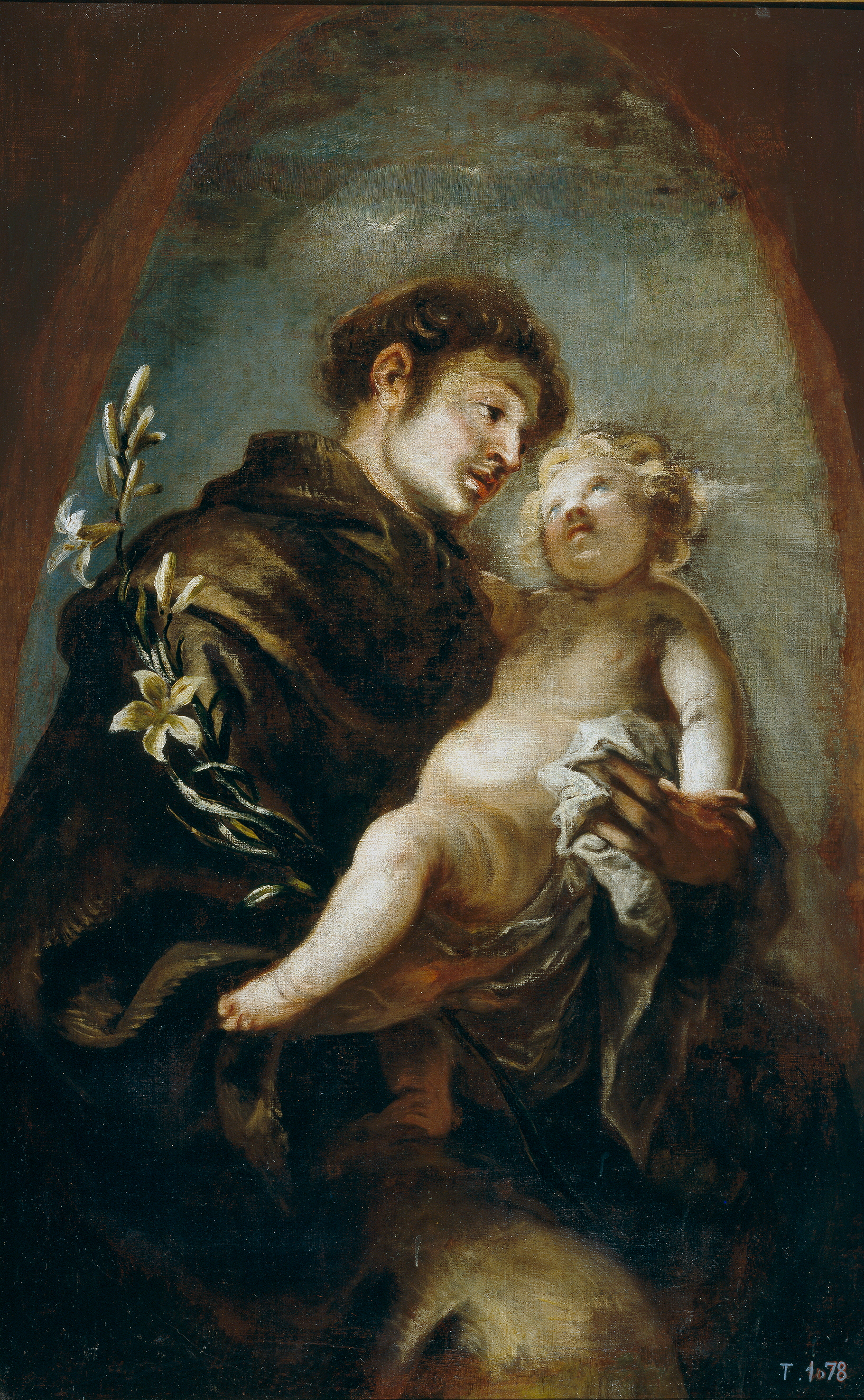
パドヴァのアントニオ
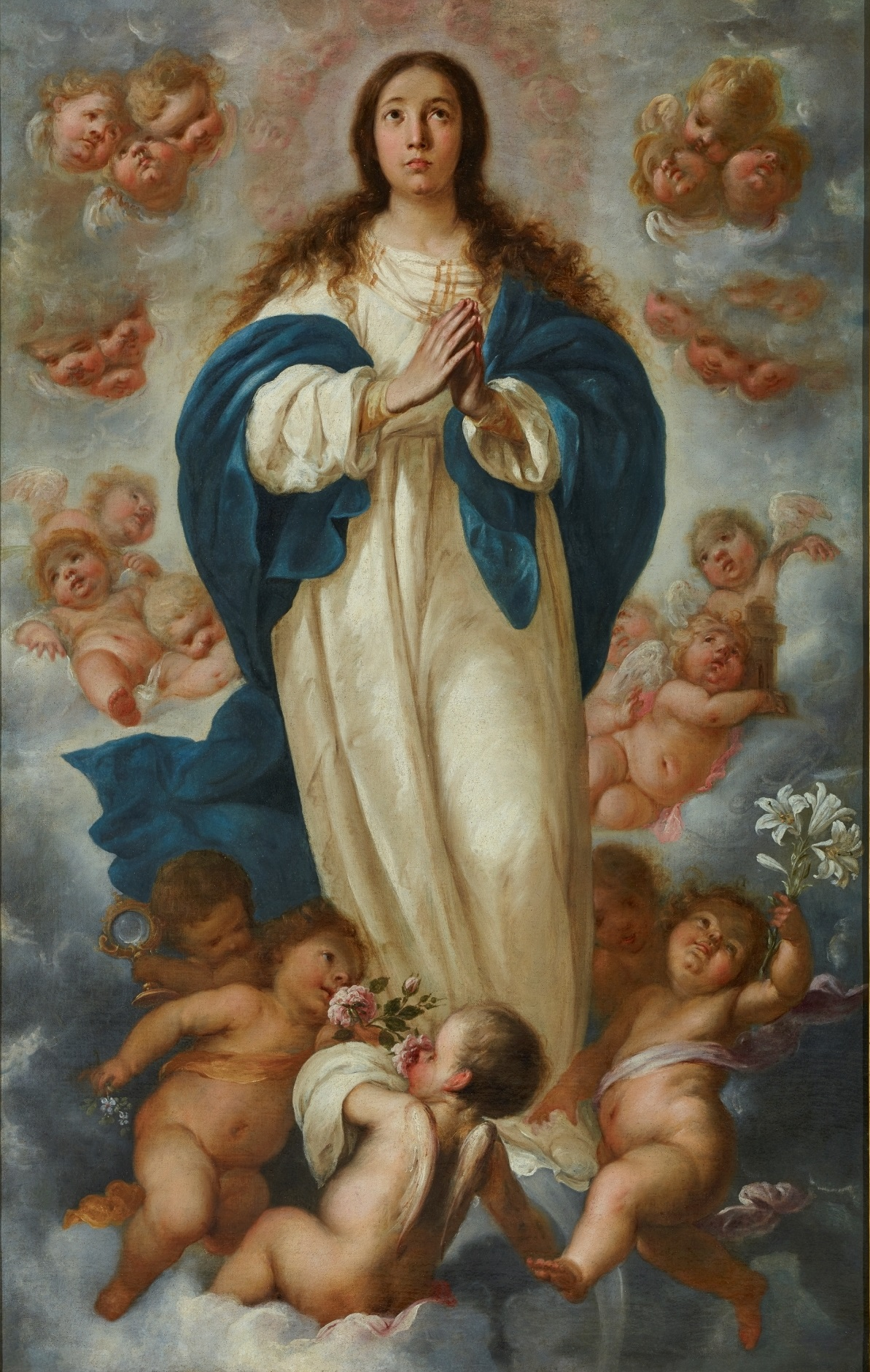
La Inmaculada Concepción
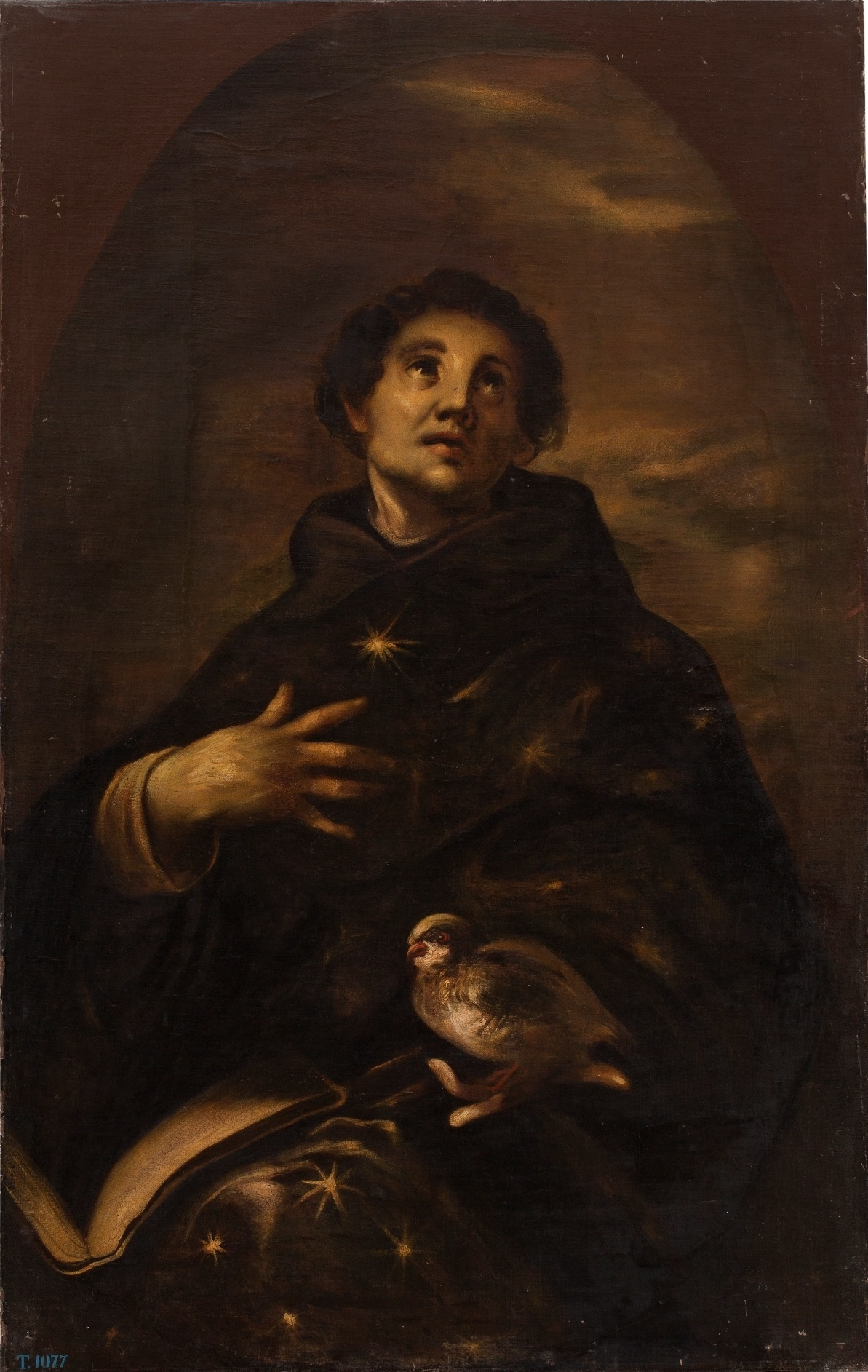
トレンティーノの聖ニコラス